# بالي (البوسنة والهرسك)
بالي ((بالسيريلية الصربية: Пале)) هي مدينة وبلدية في البوسنة والهرسك تقع جنوب شرق العاصمة سراييفو. بلدية بالي واحدة من ستة بلديات تقع في جمهورية صرب البوسنة في البوسنة والهرسك.

## السكان

### 1971
16,119 مجموع
- 11,230 الصرب (69.66)
- 4,508 البوشناق (27.96)
- 142 الكروات (0.88)
- 80 اليوغوسلاف (0.49)
- 159 أخرى (1.01)

### 1991
في تعداد عام 1991 كان عدد سكان بلدية بالي 16,310 نسمة، بما في ذلك:
- 11,269 الصرب
- 4,356 البوشناق
- 394 اليوغوسلاف
- 126 الكروات
- 165 أخرى

ما قبل الحرب البوسنية جزء من بلدية بالي يعرف ببالي براكتشا هو الآن في اتحاد البوسنة والهرسك، في كانتون بودريني البوسني.

## المدن التوأم
بالي توأمة مع:
- سميديريفو، صربيا
- بوماز، المجر

## مشاهير
- أوغنيين كورومان لاعب كرة قدم.
- تريفكو غاربيز (1895-1918) عضو في حركة البوسنة الشابة (التي شملت غافريلو برينسيب)، وهو الفريق الذي كان مرتبطا مع تنظيم اليد السوداء؛ متهم بالخيانة والقتل، مع أعضاء آخرين من حركة البوسنة الشابة في قضية اغتيال الأرشيدوق النمساوي فرانز فرديناند وزوجته صوفي دوقة هوهنبيرغ.